# Detlef Malzers Backstube

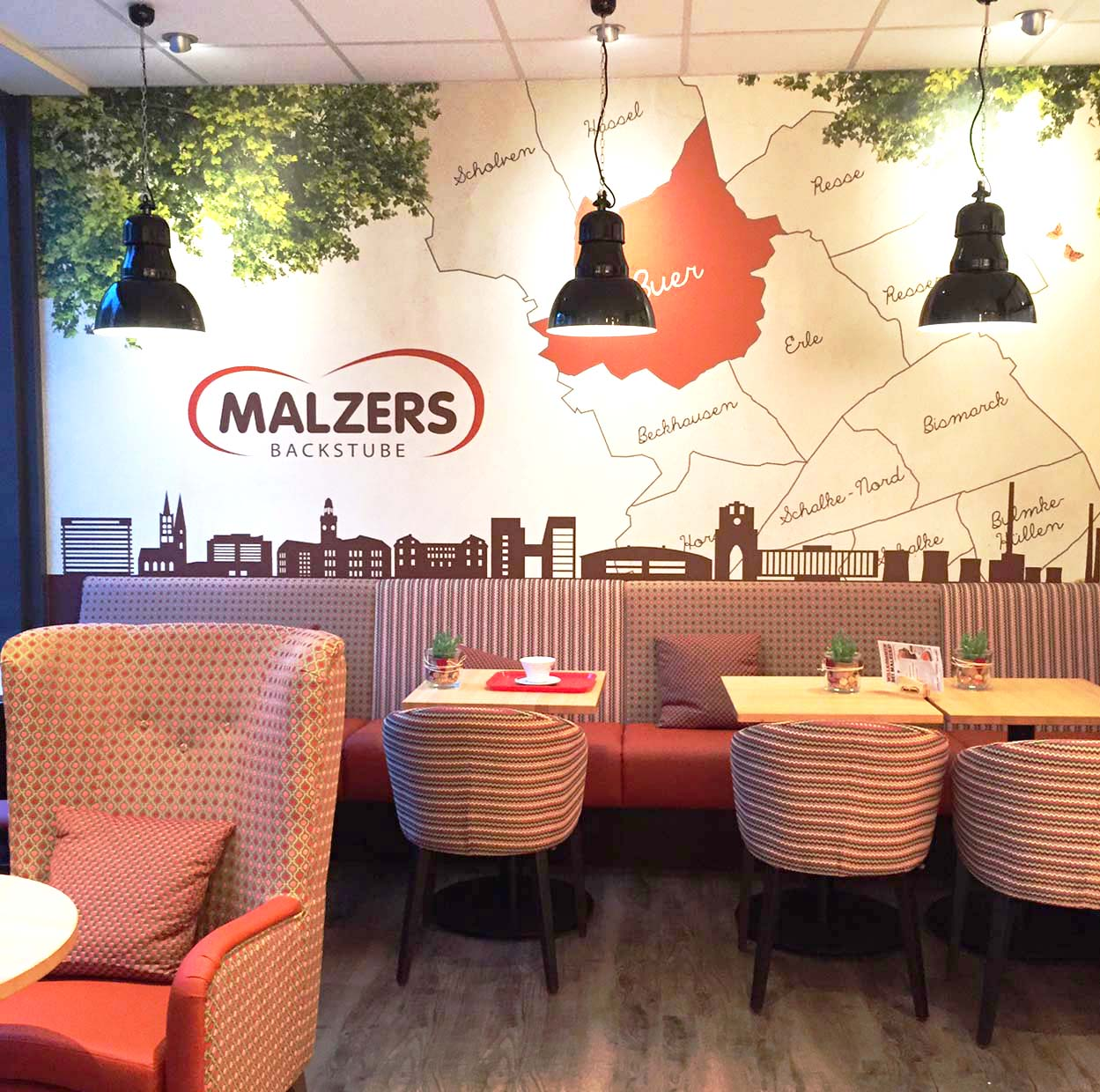
Sitzgelegenheiten einer Malzers Backstuben Filiale in Gelsenkirchen-Buer.

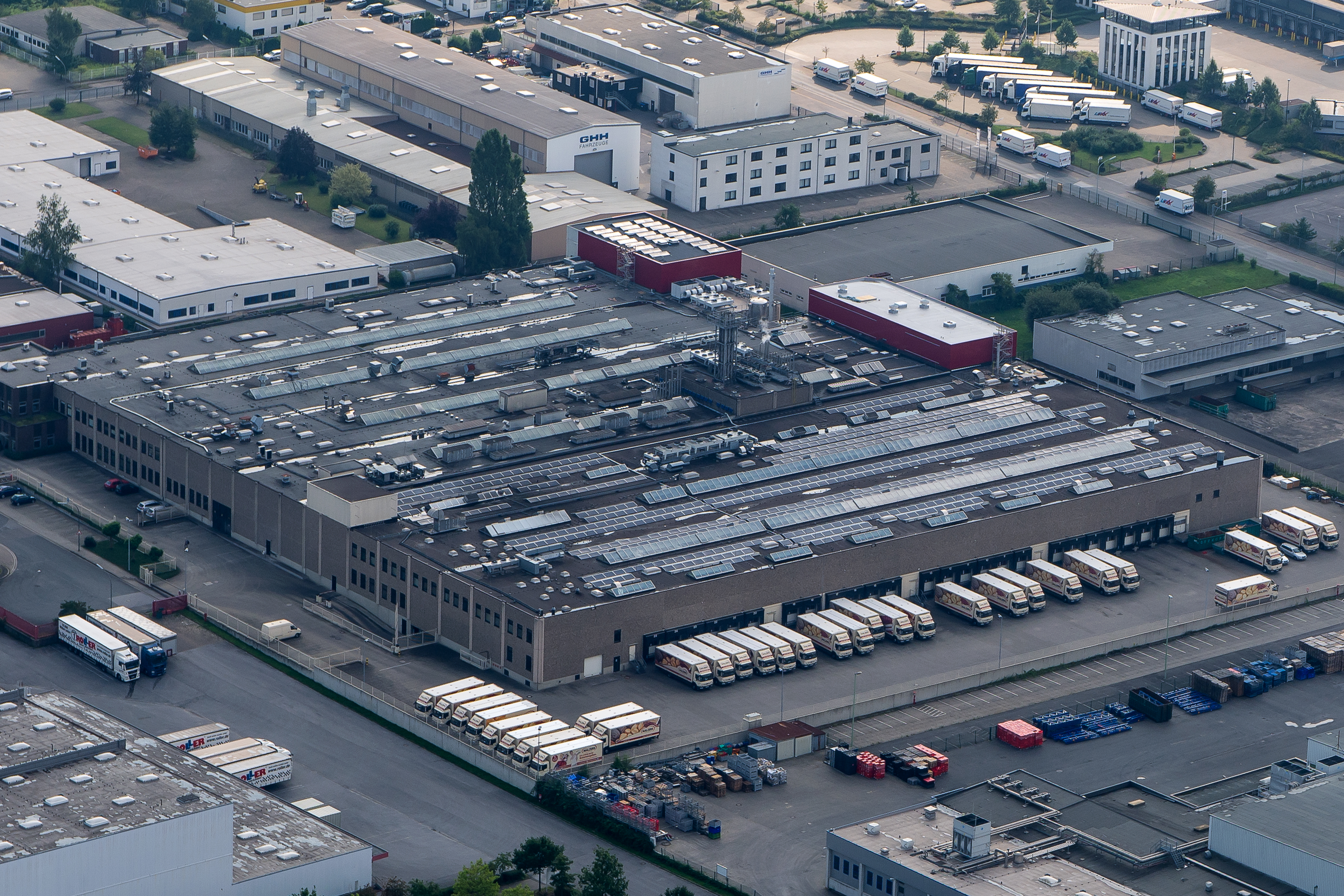
Das Hauptverwaltungsgebäude der Malzers Backstube GmbH & Co. KG in Gelsenkirchen-Erle.

Die Detlef Malzers Backstube GmbH & Co. KG ist eine deutsche, familiengeführte Großbäckerei mit Filialbetrieb. Der Hauptsitz befindet sich in Gelsenkirchen.

## Unternehmen
Die Ursprünge des heutigen Unternehmens gehen auf die 1901 gegründete Handwerksbäckerei Scherpel zurück. Das Unternehmen ist seitdem in Familienhand und wird aktuell in der vierten und fünften Generation durch die Eigentümer aus der Familie Scherpel geführt. Es hat seinen Stammsitz an der Gelsenkirchener Ulrichstraße.
Unter dem Namen Malzers Backstube (früher Malzer's Backstube) betreibt das Unternehmen ein Bäckerei-Filialnetz im Ruhrgebiet. Zum Unternehmen gehören mehr als 150 Filialen mit rund 2200 Mitarbeitern inklusive 150 Auszubildenden. 2019 betrug der Umsatz 123 Millionen Euro.
Im Jahr 2013 nahm das Unternehmen ein gasbetriebenes Blockheizkraftwerk in Betrieb, um den eigenen Energieverbrauch zu senken. Daneben betreibt es eine Photovoltaikanlage.

## Auszeichnungen
- 2009: 2. Platz bei der Auszeichnung Ausbildungsass, Preis der jungen Wirtschaft in der Kategorie Handwerk[8]
- 2017: Platz 28 im vom Focus Business-Magazin erstellten Ranking Deutschlands Beste Arbeitgeber im Vergleich[9]
- 2018: Platz 4 im Focus Business-Ranking Deutschlands Beste Arbeitgeber im Vergleich[10]
- 2020: Red Dot Design Award 2020 in der Kategorie Brands & Communication Design für das Retail Concept von Gregor & Strozik Visual Identity[11]